# Sabueso español
Sabueso español är en hundras från Spanien. 
Den är en braquehund med lång historia, omnämnd redan på 1300-talet. Den är en drivande hund som använts för parforsjakt där man släpper hundarna i stora koppel (pack). Idag används den mest som drivande hund för småviltjakt men används även för drevjakt på högvilt och som eftersökshund. Den sägs ha ett särskilt välljudande drevskall.